# Hymenomycotina
La subdivisión Hymenomycotina (Hymenomycetes) es uno de los tres taxones fúnguicos en la división Basidiomycota (fungi produciendo esporos en basidios). Los Hymenomycetes tienen unas 20.000 especies, cerca del 98 % son Homobasidiomycetes: muchos de los fungi conocidos como hongos, incluyendo hongos escamosos y hongos de sombrero. Las especies en los Hymenomycotina que no son Homobasidiomycetes incluyen hongos gelatinosos, ciertas "levaduras", hongos de oreja, y otros; todos unidos en la clase Heterobasidiomycetes.